# Chilodes spormanni
Chilodes spormanni là một loài bướm đêm trong họ Noctuidae.